# Björn Norestig
Björn Fredrik Norestig, född 18 juni 1981 i Köping, är en svensk musiker. 

## Diskografi
- 2005 - Come Take a Shine (A West Side Fabrication)
- 2006 - Hello Inside (A West Side Fabrication)